# Los atracadores
Los atracadores és una pel·lícula espanyola de 1962 dirigida per Francesc Rovira-Beleta. Fou seleccionada a l'Ós d'Or en el 12è Festival Internacional de Cinema de Berlín.

## Sinopsi
Tres joves de diferents classes socials Vidal i els seus amics Ramón i Compadre, es fan petits delinqüents que es diverteixen assaltant farmàcies. En robar la recaptació d'un cinema cometen el seu primer assassinat i llavors, ja no podran detenir una carrera criminal que acabarà tràgicament.
Los atracadores és una pel·lícula que representa un al·legat contra la pena de mort i una denúncia del suport social que se li dona a la violència i a les armes. De manera que presenta a uns joves que se senten desencantats de la vida per diversos motius i veuen en la violència i en el poder de les armes una manera de creure's importants. Uns plantejaments que segueixen en actualitat. En les interpretacions destaca un jove Julián Mateos que va collir una gran èxit de crítica.

## Repartiment
- Pierre Brice - El Señorito
- Manuel Gil - Ramón Orea Bellido 'Chico'
- Julián Mateos - Carmelo Barrachina 'Compadre'
- Agnès Spaak - Isabel
- Antonia Oyamburu
- Rosa Fúster
- Carlos Ibarzábal
- Alejo del Peral
- Mariano Martín
- Carmen Pradillo
- Carlos Miguel Solá
- Camino Delgado - (com a Mª Camino Delgado)
- Ana Morera
- Gustavo Re - Còmplice del màgic que assetja Isabel
- Joaquín Ferré
- Enrique Guitart - Abogado
- María Asquerino - Asunción

## Premis
Va ser guardonada amb el Premi Sant Jordi a la millor pel·lícula espanyola.